# Hadrodactylus spiraculator
Hadrodactylus spiraculator là một loài tò vò trong họ Ichneumonidae.